# Mälardalens universitet
Mälardalens universitet (MDU), tidigare Mälardalens högskola (MDH), är ett svenskt statligt universitet med campus i Västerås och Eskilstuna. Universitetet har cirka 20 000 studenter och 1 000 medarbetare varav cirka 500 är lärare. Högskolan i Eskilstuna och Västerås, som den först kallades, tillkom i samband med högskolereformen 1977. Den 11 december 2020 föreslog regeringen Löfven II att lärosätet ska erhålla universitetsstatus från och med den 1 januari 2022, vilket fastslogs av Sveriges riksdag den 21 april 2021. Namnändringen i högskoleförordningen beslutades av regeringen den 9 december 2021.

## Utbildning

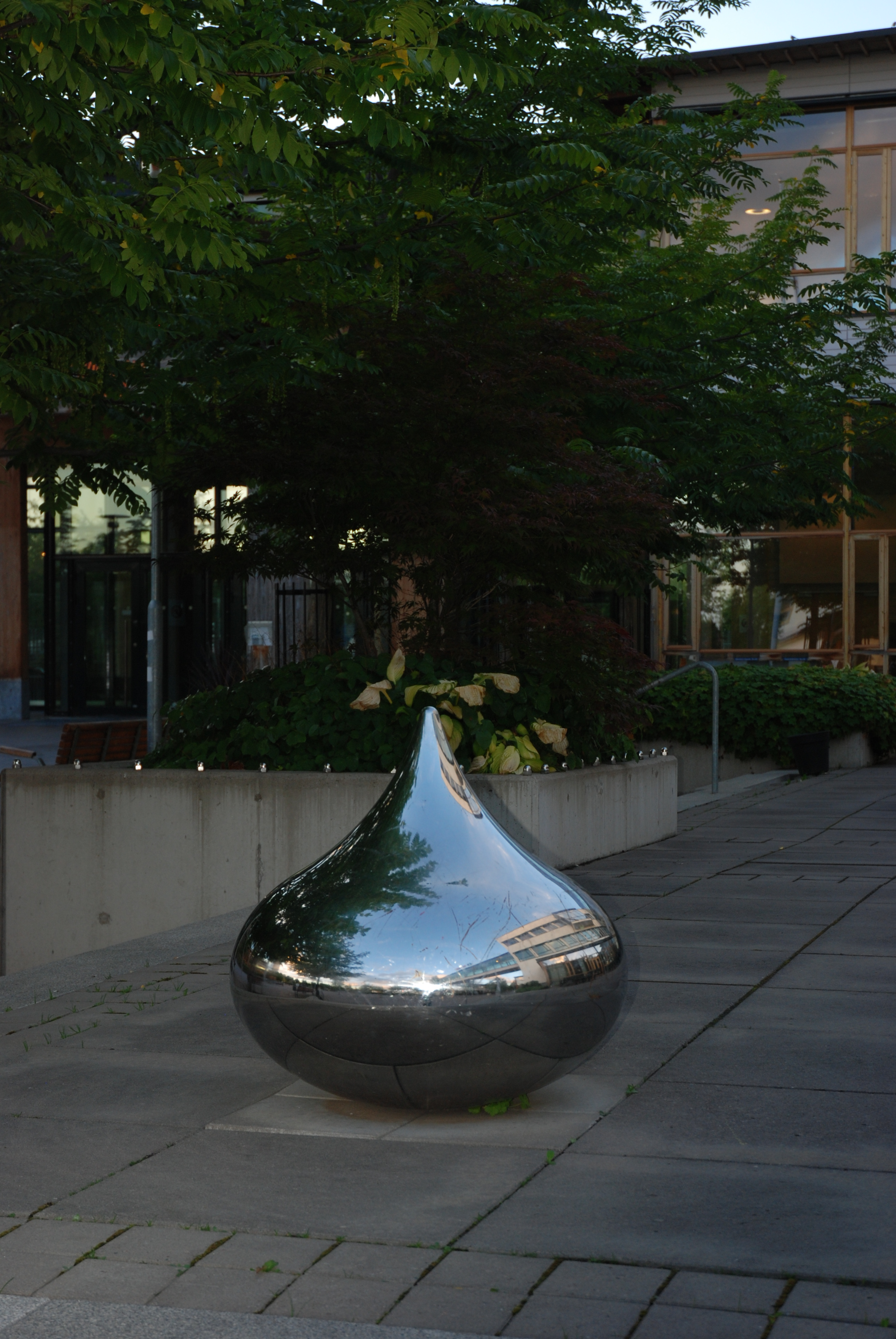
Droppe av Anna Stake, framför biblioteket i Campus Västerås.

Universitetet erbjuder 63 program och 1 000 kurser inom ekonomi, hälsa och välfärd, lärarutbildningar och teknik samt konstnärlig utbildning inom klassisk musik och opera. Utbildning på forskarnivå ges inom ett tiotal ämnen. 
Mest känd är skolan för sina tekniska utbildningar, framförallt civilingenjörsprogrammet inom robotik samt energi där studenter vunnit pris för bästa ingenjörskonst på tävlingen RoboSub i USA år 2012. MDU har 145 avtal med internationella partneruniversitet i 47 länder. 

## Forskning
Forskningen vid MDU sker i regional, nationell och internationell samproduktion. Universitetets omkring 91 professorer, 215 forskarstuderande och 73 externfinansierade forskarstuderande arbetar inom forskningsinriktningarna:
- Inbyggda system
- Framtidens energi
- Hälsa och välfärd
- Innovation och produktrealisering
- Industriell ekonomi och organisation
- Utbildningsvetenskap och matematik

## Samverkan
Universitetet har strategiska samverkansavtal med bland annat ABB, Bombardier Transportation, Eskilstuna kommun, Västerås kommun, Volvo Construction Equipment, Scania och landstingen i regionen.  
Samverkan inom forskningen sker bland annat genom centrumbildningar och forskningsprojekt där resultaten kommer både samverkanspartners, universitetet och omvärlden till nytta.
Utbildningarna ges ofta i samverkan med arbetsgivare som gästföreläser och är mentorer. Studenterna ges möjlighet att skriva examensjobb och göra praktik på framtida arbetsplatser.

## Universitetets organisation
Universitetets 1 000 medarbetare fördelade på fyra akademier, en förvaltning och högskolebibliotek. Rektor för universitetet är professor Martin Hellström.[källa behövs]
De fyra akademierna är:
- Akademin för utbildning, kultur och kommunikation, UKK
- Akademin för hälsa, vård och välfärd, HVV
- Akademin för ekonomi, samhälle och teknik, EST
- Akademin för innovation, design och teknik, IDT

Mälardalens universitet blev det första lärosätet i världen miljöcertifierad enligt den internationella standarden ISO 14001. Mälardalens universitet var även det första lärosätet i landet att bli arbetsmiljöcertifierad enligt den internationella standarden OHSAS 18001.
Studenterna vid MDU organiseras av studentkåren Mälardalens Studentkår.

### Lista över rektorer
- Ivan Öberg, 1977–1989
- Lillemor Kim, 1989–1995
- Sten Lindstam, t.f. 1995-1996
- Hasse Odenö, 1996–2003
- Eva Björck-Åkesson, t.f 2003
- Magnus Söderström, 2003–2004
- Eva Björck-Åkesson, t.f 2004
- Ingegerd Palmér, 2005–2011
- Karin Röding, 2011-2016
- Paul Pettersson[7] 2016–2022
- Lena Gumaelius, t.f. 2022
- Martin Hellström, 2022-

## Hedersdoktorer
Se även Kategori:Hedersdoktorer vid Mälardalens högskola
Sedan 2002 har Mälardalens universitet utsett hedersdoktorer. Exempel på hedersdoktorer vid Mälardalens universitet är:
- Margot Wallström och Salvatore Grimaldi[9]
- Lena Torell och Bengt Asker
- Karl-Henrik Robert och Annika Helker Lundström
- Sarah Wägnert och Karin Ljungström
- Ivan Öberg
- Pär Mårts